# Klęczący rycerz (monety)
Klęczący rycerz – seria złotych monet o wspólnym wzorze rewersu i nominałach: 10, 20, 50 i 100 złotych przewidywanych do wprowadzenia do obiegu zgodnie z reformą walutową Władysława Grabskiego.
Zgodnie z założeniami reformy walutowej z 1924 r. w obiegu miały pojawić się pełnowartościowe monety złote o nominałach 10, 20, 50 oraz 100 złotych. Dekret Prezydenta RP z dnia 20 stycznia 1924 r. przewidywał bicie takich monet ze złota próby 900, przy założeniu 3100 złotych z jednego kilograma złotego stopu, tzn. jeden złoty w złocie miał zawierać dokładnie 9/16 grama czystego kruszcu. W Dzienniku Ustaw z 31 maja (45/1924) opublikowano rysunki awersów oraz wspólny rysunek rewersu planowanych do wprowadzenia do obiegu pierwszych złotych monety II Rzeczypospolitej.
Na awersach miało być umieszczone godło państwa – stylizowany orzeł w koronie oraz nominały, na rewersie zaś – postać klęczącego, piastowskiego woja składającego przysięgę, dookoła napis: „RZECZPOSPOLITA POLSKA”, a na samym dole rok emisji – 1924. Autorem awersów był Antoni Madeyski, a wspólnego wzoru rewersu Tadeusz Breyer.

XXI w. repliki projektów monet z Klęczącym rycerzem z 1924 r.
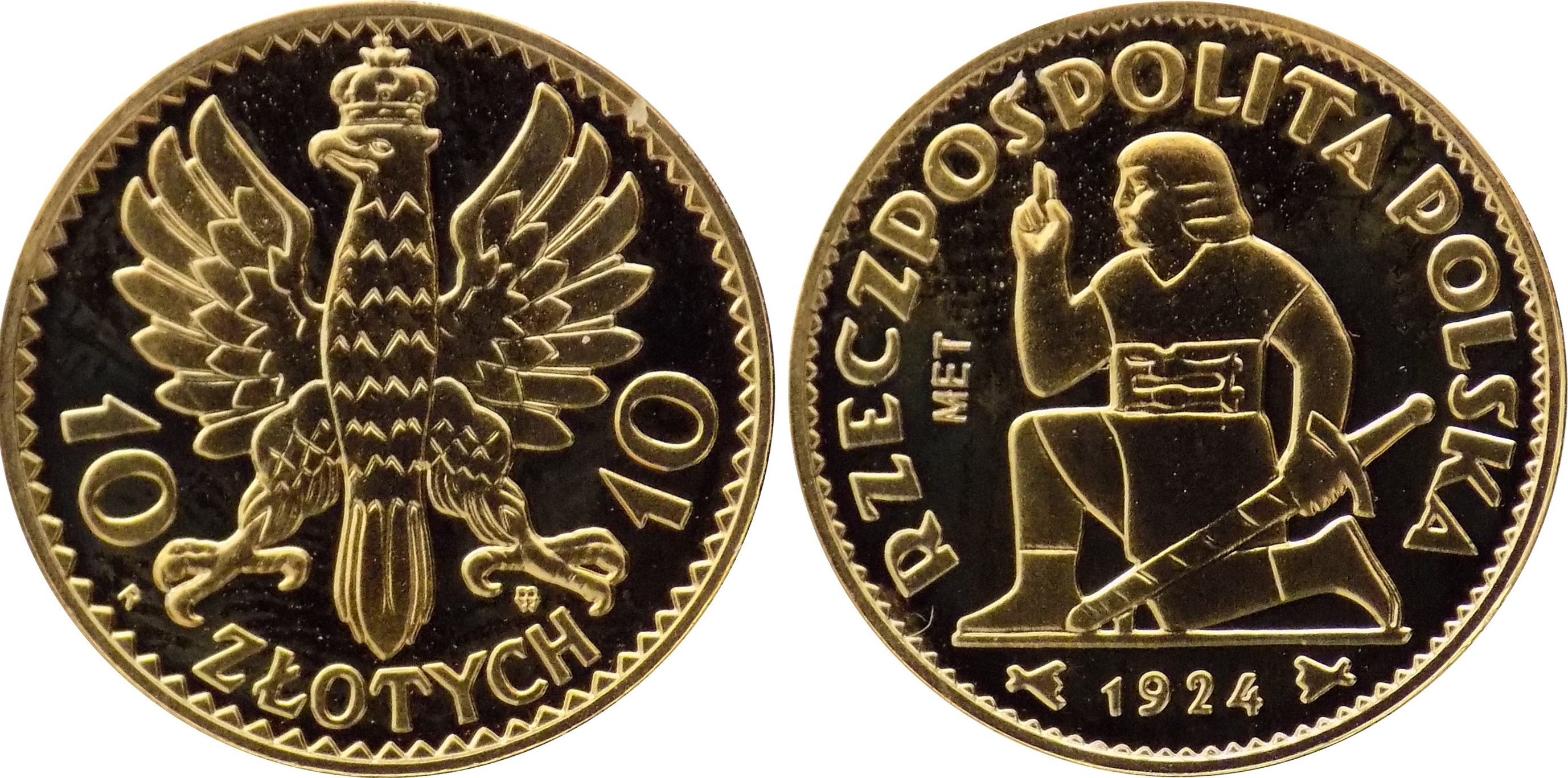
10-złotówka
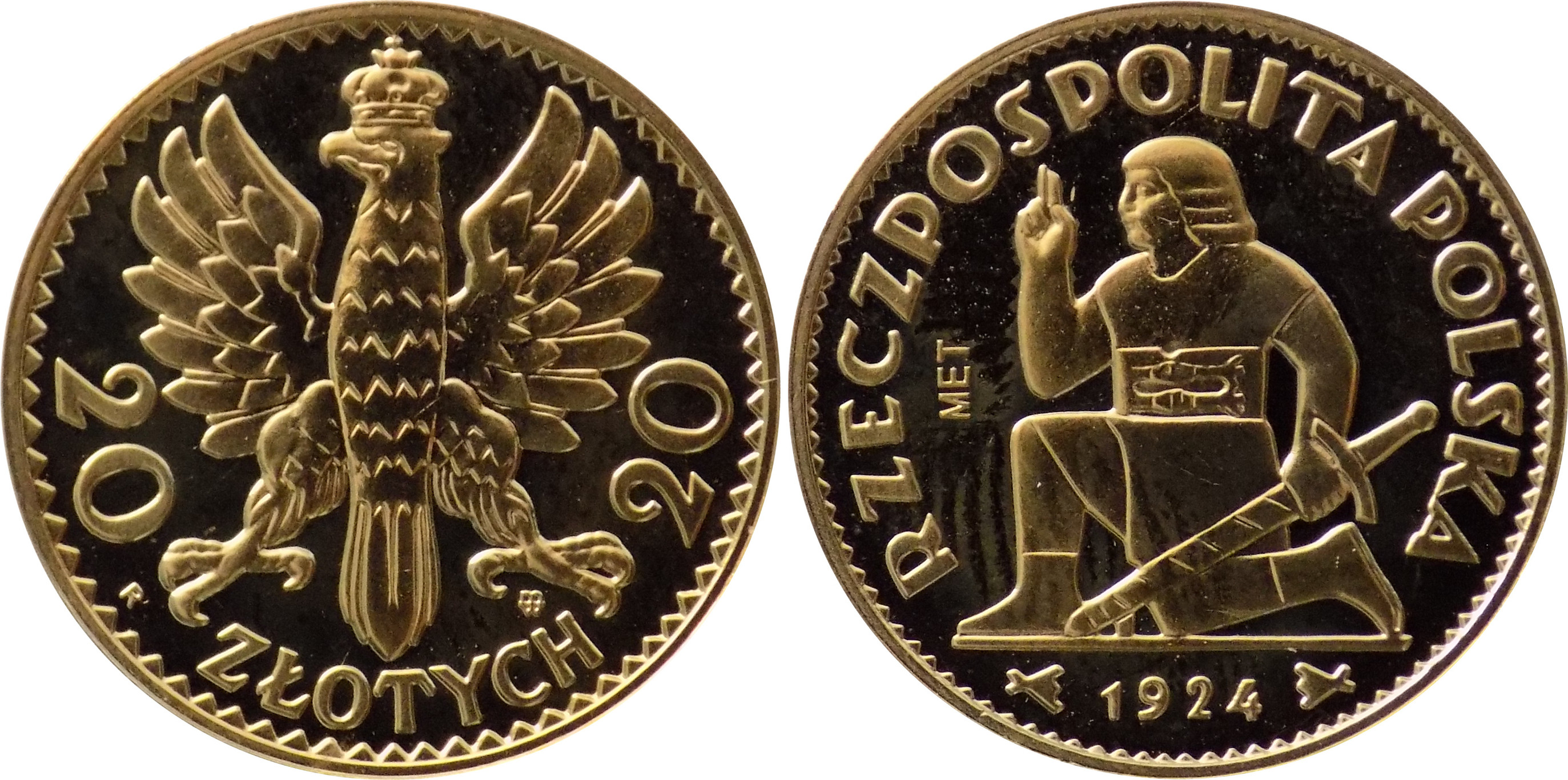
20-złotówka
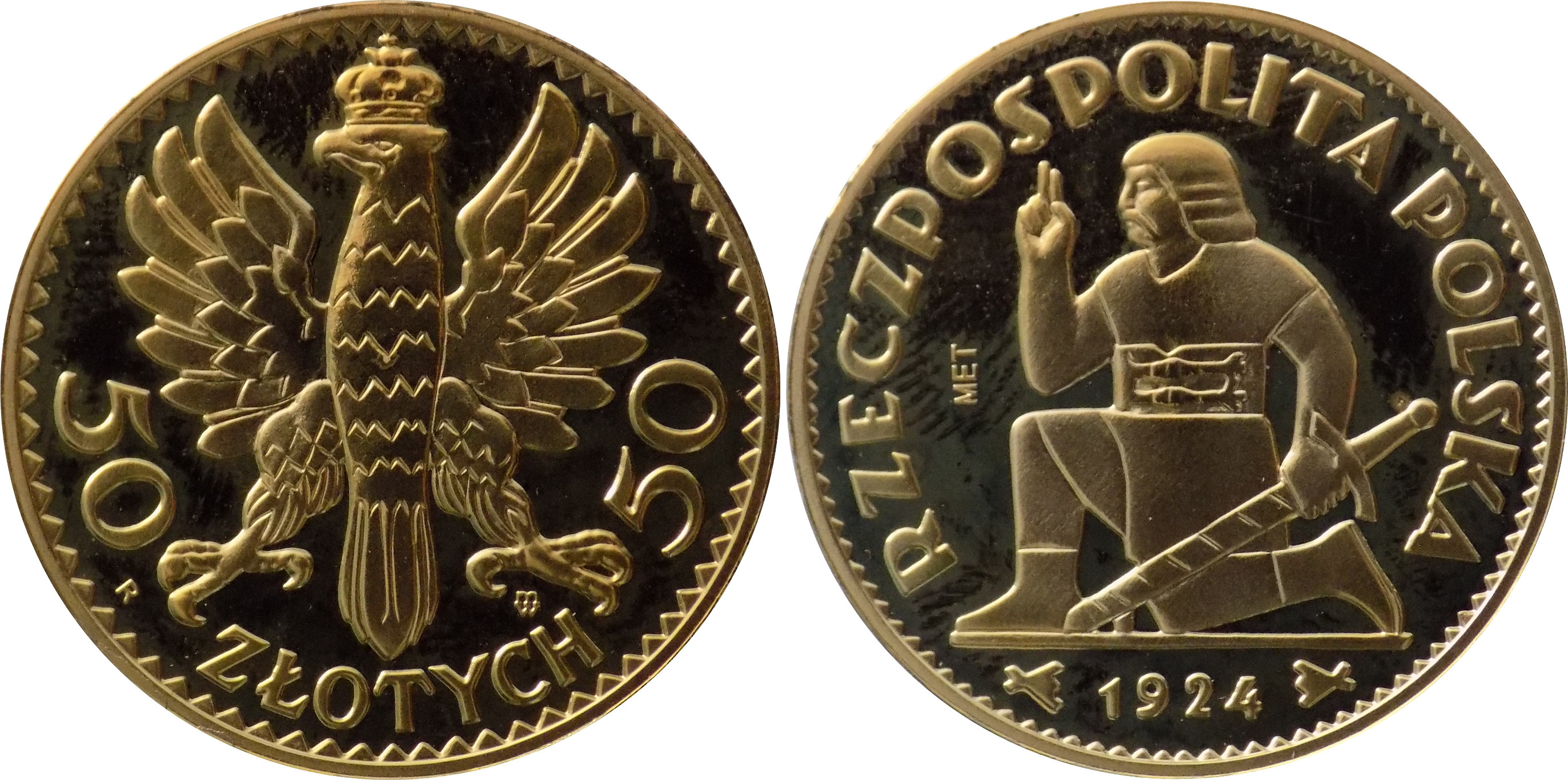
50-złotówka
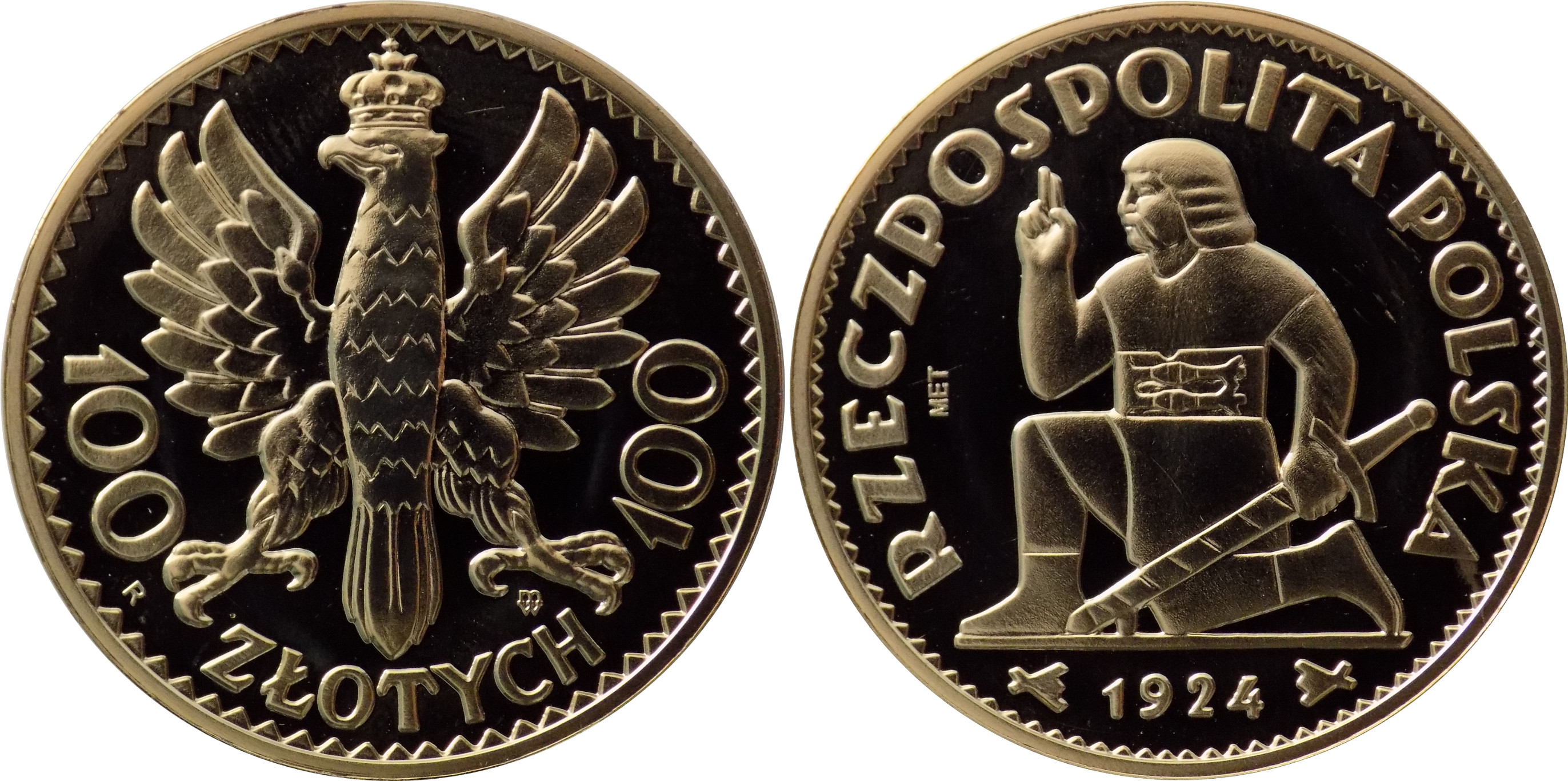
100-złotówka

Do emisji złotych monet tego wzoru nigdy nie doszło. Mennica Państwowa przygotowanym stemplem z Klęczącym Słowianinem wybiła niewielką liczbę hybrydowych monet próbnych, głównie w miedzi, o nominale 50 złotych, ze zmienionym wzorem awersu.

Moneta próbna (hybrydowa) 50 złotych 1924 Klęczący rycerz
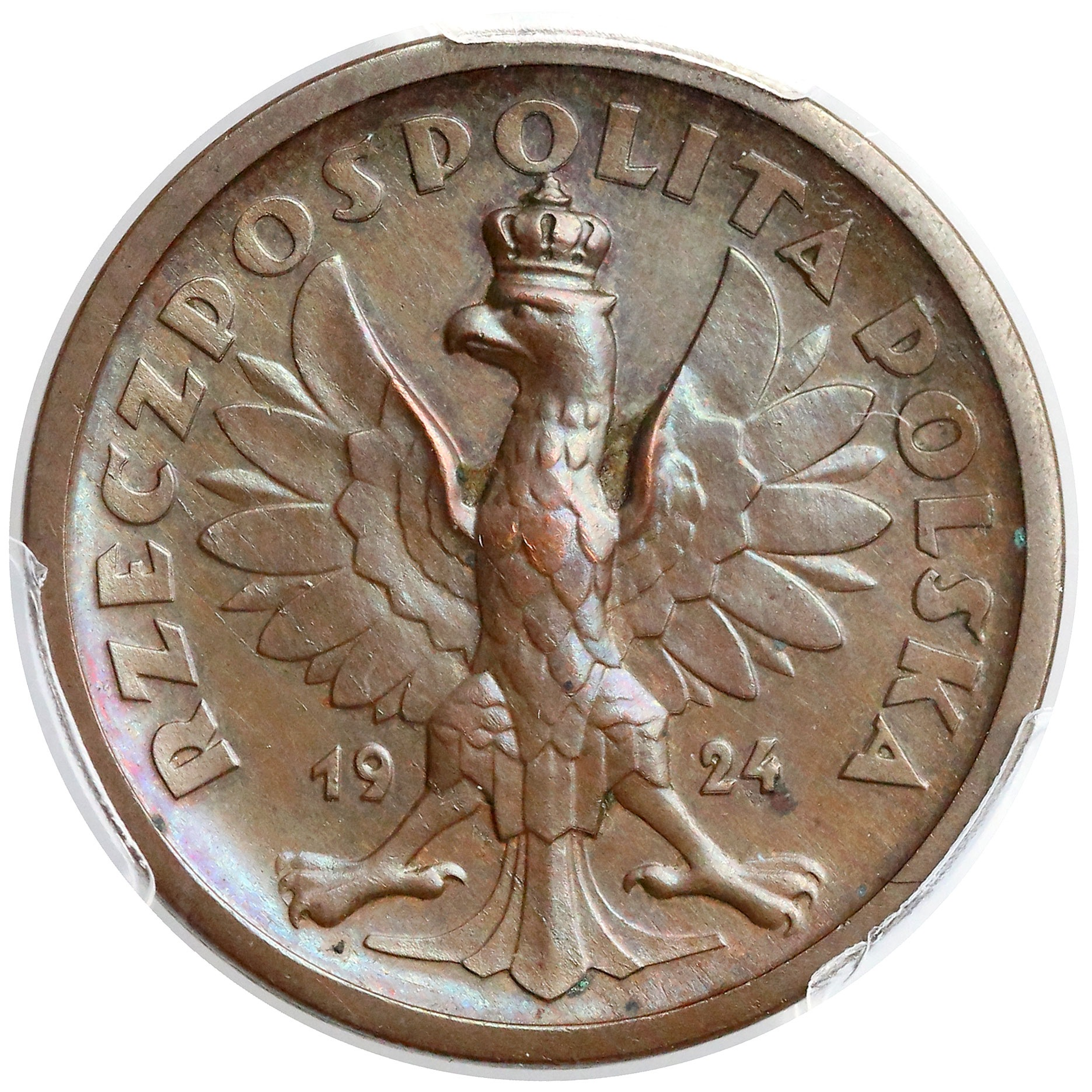
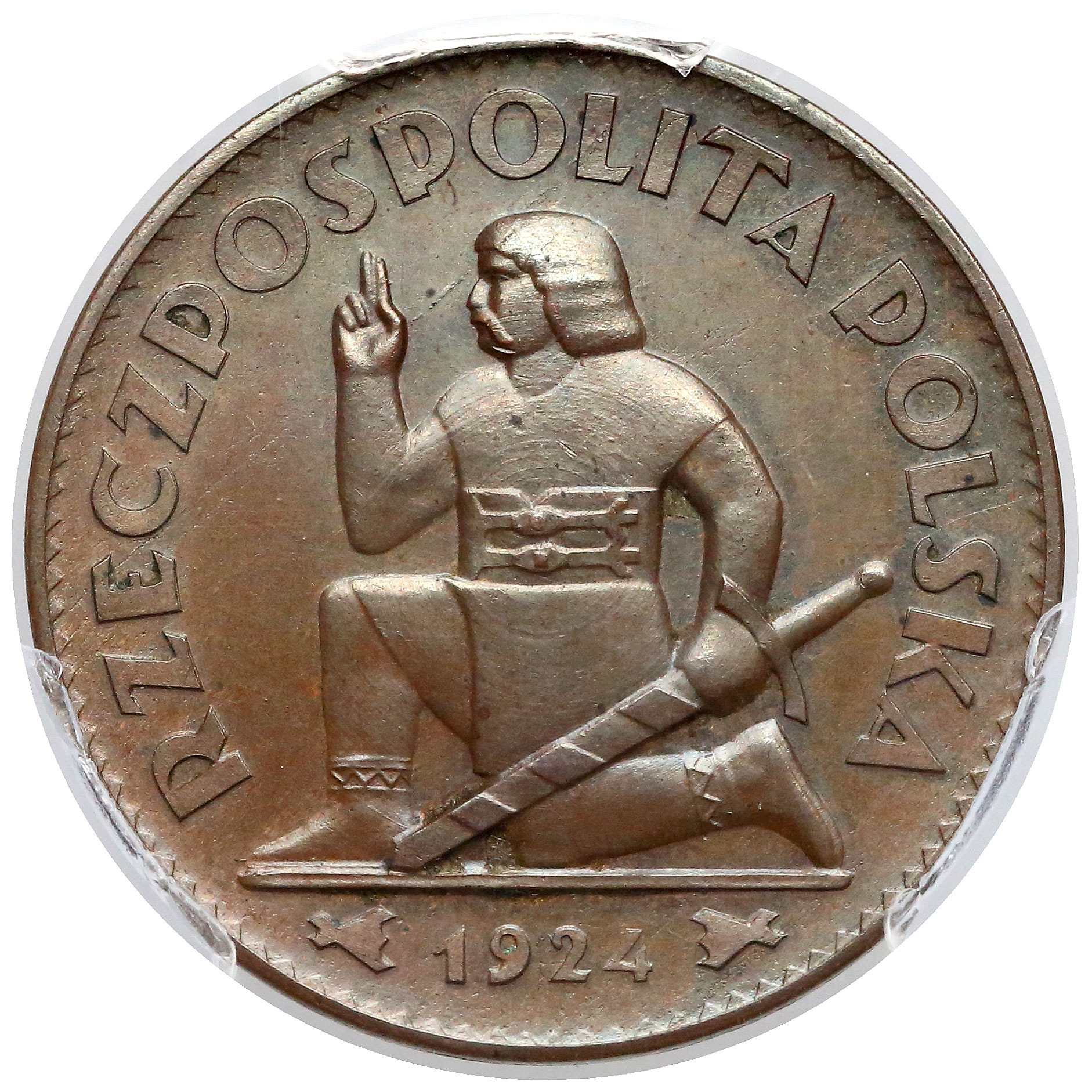